# Harry Hylton-Foster
Harry Braustyn Hylton-Foster (ur. 10 kwietnia 1905 w Surrey, zm. 2 września 1965) – brytyjski polityk i prawnik.

## Życiorys
Żołnierz RAF-u, 1950–1966 członek Izby Gmin z ramienia Partii Konserwatywnej (okręg wyborczy City of York). 1954–1959 zastępca prokuratora generalnego i Radca generalny Anglii i Walii. 1959–1965 Spiker Izby Gmin. Członek Tajnej Rady Wielkiej Brytanii.